# Виле (бајка)
Виле (фр. Les fées) француска je бајка коју је написао француски приповедач Шарл Перо.